# Cyclosa bianchoria
Cyclosa bianchoria är en spindelart som beskrevs av Yin et al. 1990. Cyclosa bianchoria ingår i släktet Cyclosa och familjen hjulspindlar. Inga underarter finns listade i Catalogue of Life.